# ドミー・シー
ドミー・シー（中：石之予、IPA：/ˈdoʊmi/、英：Domee Shi、1989年9月8日 - ）は、中国生まれのカナダ人映画監督であり、2011年よりピクサーでストーリーボードアーティストや映画監督を務める。

## 略歴
中国・重慶市出身。2才の時に両親とカナダへ移住。大学の美術学部の教授だった父から影響を受け、スタジオジブリやディズニーの映画をたくさん鑑賞して育った。
シェリダンカレッジでアニメーションを学び、2011年に卒業後、ピクサーでストーリーボードアーティストとして3ヶ月間のインターンシップを行う。『My Food Fantasies（食べ物についての空想）』と題する食べ物をめぐる「風変わりな」状況を描いたアニメーションのウェブコミックシリーズを制作中、食べ物についてのストーリーを描くことに興味を持つ。
ピクサーでの初めての長編作品は『インサイド・ヘッド』（2015）で、ストーリーボードアーティスト（絵コンテ）を務めた。その後『アーロと少年』に短期間携わったのち、2015年に『トイ・ストーリー4』の制作を開始する。また、『インクレディブル・ファミリー』（2018）のストーリーボードも手がけ、ジャック＝ジャックとエドナ・モードを中心にした本シリーズ作品を描いた。
2015年、『インサイド・ヘッド』にフルタイムで関わる前から開始していた短編映画『Bao』の制作許可が下り、ピクサーで短編映画を制作する初の女性監督となった。本作品は、2018年のトライベッカ映画祭において初公開された。シーは、本作品でピクサーの映画監督で初の女性、初の有色人女性としてアカデミー短編アニメ賞を受賞。さらに、第43回アニー賞、国際オンライン映画賞、トライベッカ映画祭にもノミネートされた。なお本作品の制作中には、『ホーホケキョ となりの山田くん』と『千と千尋の神隠し』から影響を受けた。
監督デビューとなる長編映画の『私ときどきレッサーパンダ』が、2022年3月11日からDisney+で独占配信された。
作品制作の際、周りの文化（特に食べ物関連）から着想を受けることがほとんどである。『ボクのスーパーチーム』や『リメンバー・ミー』の公開後以降、鑑賞者が異なる背景や文化のストーリーを理解するようになったことから、映画の独自性を出すためには様々な情報源や背景を活用することが重要だと考える。

## 作品
出典:

### 長編映画
| 公開年 | 題名                                       | 監督 | 脚本家 | ストーリーボードアーティスト | その他 | 備考                       |
| ------ | ------------------------------------------ | ---- | ------ | ---------------------------- | ------ | -------------------------- |
| 2015   | インサイド・ヘッド Inside Out              | No   | No     | Yes                          | No     |                            |
| 2015   | アーロと少年 The Good Dinosaur             | No   | No     | Yes                          | No     |                            |
| 2018   | インクレディブル・ファミリー Incredibles 2 | No   | No     | 補助的                       | No     |                            |
| 2019   | トイ・ストーリー4 Toy Story 4              | No   | No     | Yes                          | Yes    | シニアクリエイティブチーム |
| 2020   | 2分の1の魔法 Onward                        | No   | No     | No                           | Yes    | シニアクリエイティブチーム |
| 2020   | ソウルフル・ワールド Soul                  | No   | No     | No                           | Yes    | シニアクリエイティブチーム |
| 2021   | あの夏のルカ Luca                          | No   | No     | No                           | Yes    | シニアクリエイティブチーム |
| 2022   | 私ときどきレッサーパンダ Turning Red       | Yes  | Yes    | No                           | Yes    | シニアクリエイティブチーム |
| 2022   | バズ・ライトイヤー Lightyear               | No   | No     | No                           | Yes    | シニアクリエイティブチーム |

#### 短編映画
| 公開年 | 題名                   | 監督 | 脚本家 | ストーリーボードアーティスト | その他 | 備考                                     |
| ------ | ---------------------- | ---- | ------ | ---------------------------- | ------ | ---------------------------------------- |
| 2018   | Bao                    | Yes  | Yes    | Yes                          | No     |                                          |
| 2019   | 心をつむいで Purl      | No   | No     | No                           | Yes    | OLの声                                   |
| 2019   | 猫とピットブル Kitbull | No   | No     | No                           | Yes    | ロザーナ・サリヴァンのストーリートラスト |